# Mai 1987
Acest articol este generat integral pe baza informațiilor din articolul 1987 și este actualizat periodic de un robot.
 Editările făcute în articol vor fi șterse la următoarea actualizare! Dacă doriți să faceți modificări, editați articolul-sursă.

ianuarie -
februarie -
martie -
aprilie -
mai -
iunie -
iulie -
august -
septembrie -
octombrie -
noiembrie -
decembrie
Mai 1987 a fost a cincea lună a anului și a început într-o zi de vineri.

## Evenimente
- 7 mai: A fost anunțată, oficial, extragerea primelor cantități de petrol din subsolul marin al platoului continental românesc al Mării Negre.
- 25 mai: Mihail Gorbaciov vizitează pentru ultima oară, în calitate de șef al statului, România.
- 28 mai: Celebrul zbor al unui avion pilotat de cetățeanul german, Mathias Rust, care a violat spațiul aerian al URSS și a aterizat în Piața Roșie din Moscova. A fost reținut imediat și eliberat pe 3 august 1988.

## Nașteri
- 1 mai: Leonardo Bonucci, fotbalist italian
- 1 mai: Andrei Stoica, boxer român
- 2 mai: Zohib Islam Amiri, fotbalist afgan
- 2 mai: Darin (Darin Zanyar), cântăreț suedez
- 3 mai: Marian Cârjă, fotbalist român
- 4 mai: Cesc Fàbregas (Francesc Fàbregas Soler), fotbalist spaniol
- 4 mai: Anna Kocetova, fotbalistă rusă (atacant)
- 4 mai: Anjeza Shahini, cântăreață albaneză
- 6 mai: Moon Geun-young, actriță sud-coreeană
- 6 mai: Dries Mertens, fotbalist belgian (atacant)
- 6 mai: Eugen Terente, politician
- 7 mai: Jérémy Ménez, fotbalist francez (atacant)
- 9 mai: Kévin Gameiro, fotbalist francez (atacant)
- 11 mai: Tomoaki Makino, fotbalist japonez
- 11 mai: Monica Roșu, sportivă română (gimnastică artistică)
- 12 mai: Robbie Rogers (Robert Hampton Rogers III), fotbalist american
- 13 mai: Antonio Adán Garrido, fotbalist spaniol (portar)
- 13 mai: Nadja Spiegelman, scriitoare americană
- 15 mai: Cristian Lucian Cigan, fotbalist român (atacant)
- 15 mai: Axia Marinescu, pianistă româno-franceză
- 15 mai: Andy Murray (Andrew Murray), jucător britanic de tenis
- 16 mai: Cătălin Dedu, fotbalist român (atacant)
- 17 mai: Ott Lepland, cântăreț estonian
- 20 mai: Mike Havenaar, fotbalist japonez (atacant)
- 21 mai: Masato Morishige, fotbalist japonez
- 21 mai: Monica-Elena Berescu, politiciană
- 22 mai: Novak Đoković, jucător sârb de tenis
- 22 mai: Zita Szucsánszki, handbalistă maghiară
- 22 mai: Arturo Vidal (Arturo Erasmo Vidal Pardo), fotbalist chilian
- 23 mai: Krzysztof Mączyński, fotbalist polonez
- 24 mai: Alexandru Daniel Cristescu, fotbalist român
- 24 mai: Fabio Fognini, jucător italian de tenis
- 24 mai: Déborah François, actriță belgiană
- 25 mai: Sanja Damnjanović, handbalistă sârbă
- 25 mai: Răzvan Neagu, fotbalist român (atacant)
- 25 mai: Eduard Tismănaru, fotbalist român
- 27 mai: Gervinho (Gervais Yao Kouassi), fotbalist ivorian (atacant)
- 29 mai: Leonardo Henrique Veloso, fotbalist brazilian
- 30 mai: Javicia Leslie, actriță americană

## Decese
- 3 mai: Dalida (n. Iolanda Cristina Gigliotti), 54 ani, cântăreață franceză de origine italiană (n. 1933)
- 9 mai: Q538741, politician sud-african (n. 1917)
- 13 mai: Richard Ellmann, 69 ani, critic literar american (n. 1918)
- 14 mai: Rita Hayworth (n. Margarita Carmen Cansino), 68 ani, actriță americană de film (n. 1918)
- 17 mai: Gunnar Myrdal, 88 ani, economist suedez (n. 1898)
- 18 mai: Heðin Brú (n. Hans Jacob Jacobsen), 85 ani, scriitor danez (n. 1901)
- 29 mai: Choudhary Charan Singh, 84 ani, politician indian (n. 1902)